# Celph Titled
Celph Titled, de son vrai nom Vic Mercer, est un rappeur et producteur américain. Il est membre du supergroupe Army of the Pharaohs, et des Demigodz aux côtés des rappeurs du Connecticut Apathy, Ryu de Get Busy Committee, Blacastan et Esoteric.
Mercer emménage à New York et se lance comme producteur et A&R. les anciens labels BUDS International et Bronx Science Records contiennent toutes ses anciennes chansons, dont celles de son groupe Equilibrium, et les singles de son partenaire Apathy. Mike Shinoda, de Linkin Park, invite Mercer à se joindre à Styles of Beyond pour l'album The Rising Tied de Fort Minor (2005).
Après sa collaboration avec DJ Green Lantern sur la mixtape Fort Minor: We Major, Mercer se lance dans une tournée internationale avec Fort Minor en 2006. Mercer publie The Gatalog, un coffret quadruple CD de freestyles, de ses débuts en 1998 notamment. Après The Gatalog et son retour à Tampa, Mercer passe trois ans, avec Buckwild, sur son premier album, Nineteen Ninety Now, publié le 26 octobre 2010, sur No Sleep Recordings.

## Biographie
Mercer emménage à New York et se lance comme producteur et A&R. les anciens labels BUDS International et Bronx Science Records contiennent toutes ses anciennes chansons, dont celles de son groupe Equilibrium, et les singles de son partenaire Apathy.
Mike Shinoda, de Linkin Park, invite Mercer à se joindre à Styles of Beyond pour l'album The Rising Tied de Fort Minor (2005), publié chez Machine Shop Recordings/Warner Bros. Records. Shinoda s'occupe de la production de l'album. Jay-Z, qui a travaillé avec Linkin Park sur leur EP collaboratif Collision Course, en est le producteur exécutif. Shinoda collabore avec des amis de longue date (comme Styles of Beyond, Jonah Matranga, Holly Brook et le platiniste Joe Hahn de Linkin Park), et avec des artistes notables de la scène hip-hop underground et RnB (comme Common, John Legend, Black Thought, Lupe Fiasco, Kenna, Eric Bobo, Sixx John et Celph Titled).
Après sa collaboration avec DJ Green Lantern sur la mixtape Fort Minor: We Major, Mercer se lance dans une tournée internationale avec Fort Minor en 2006. La mixtape anticipe l'album The Rising Tied, et est publié sur Internet en téléchargement gratuit,.
Mercer publie The Gatalog, un coffret quadruple CD de freestyles, de ses débuts en 1998 notamment. Après The Gatalog et son retour à Tampa, Mercer passe trois ans, avec Buckwild, sur son premier album, Nineteen Ninety Now, publié le 26 octobre 2010, sur No Sleep Recordings.
En 2011, il annonce The Fresh Prince of Hell's Lair. Le 14 janvier 2013, Apathy confirme la sortie de Killmatic pour le 5 mars. Il publie aussi la couverture officielle.

## Discographie

### Album studio
- 2006 : The Gatalog: A Collection of Chaos

### Albums collaboratifs
- 2006 : The Torture Papers (avec Army of the Pharaohs)
- 2006 : Every Hog Has Its Day (Boss Hog Barbarians (J-Zone & Celph Titled)
- 2006: No Place Like Chrome (avec Apathy)
- 2007 : Ritual of Battle (avec Army of the Pharaohs)
- 2007 : The Godz Must Be Crazier (avec Demigodz)
- 2010 : The Unholy Terror (avec Army of the Pharaohs)
- 2010 : Nineteen Ninety Now (avec Buckwild)
- 2011 : Nineteen Ninety More (avec Buckwild)
- 2011 : Land of the Lost (avec Ghost 67)
- 2013 : Killmatic (avec Demigodz)
- 2014 : In Death Reborn (avec Army of the Pharaohs)
- 2014 : Heavy Lies the Crown (avec Army of the Pharaohs)